# Chimarra palawana
Chimarra palawana är en nattsländeart som beskrevs av Malicky 1994. Chimarra palawana ingår i släktet Chimarra och familjen stengömmenattsländor. Inga underarter finns listade i Catalogue of Life.